# Nam Cảng
| Taipei WTC Nangang EXPO Hall |                         |
| Tên cũ: none                 |                         |
| Vùng                         | Đông Đài Bắc            |
| Quận trưởng                  | Jiang Qing-Hui (江慶輝) |
| Diện tích                    | Xếp hạng thứ 5 trên 12  |
| - Tổng                       | 21.8424 km²             |
| Dân số                       | Xếp hạng thứ 12 trên 12 |
| - Tổng                       | 112.743                 |
| - Mật độ dân số              | 5.152/km²               |
| Lý (里; li):                 | 19                      |
| Lân (鄰; lin):               | 423                     |
| Mã bưu chính                 | 115                     |
|                              |                         |

Nam Cảng (tiếng Trung: 南港區; bính âm: Nángǎng Qū) là một quận (khu) ở phía đông Đài Bắc, Đài Loan. Quận có diện tích 21,8424 km2, dân số thời điểm tháng 4 năm 2011 là 112.743 người. Quận có Academia Sinica, Taipei World Trade Center Nangang Exhibition Hall, và Công viên phần mềm Nam Cảng (NKSP).